# 고해상도 오디오
고해상도 오디오, 하이 레절루션 오디오(high-resolution audio), 고선명 오디오(high-definition audio), HD 오디오(HD audio)는 일부 녹음 음악 소매업체들과 하이파이 사운드 재생 장비 업체들이 사용하는 마케팅 용어이다. 44.1 kHz 샘플 레이트 이상, 16비트 이상의 선형 비트 깊이를 의미한다. 보통 96 kHz(또는 훨씬 더 높은 수치)를 의미하며 가끔 비공식적으로 "96k"로 기재하는데, 이는 나이퀴스트 주파수의 48 kHz를 의미한다.

## 정의

일부 고해상도 오디오 포맷의 대략적인 다이내믹 레인지와 대역폭

고해상도 오디오는 일반적으로 16비트/44.1kHz로 규정되는 콤팩트 디스크 디지털 오디오(CD-DA)보다 더 높은 샘플링 주파수와 비트 깊이를 지닌 음악 파일을 가리키는데 사용된다.
미국 음반 산업 협회(RIAA)는 미국 가전협회, DEG: 디지털 엔터테인먼트 그룹, Recording Academy Producers & Engineers Wing과 협업하여 2014년 고해상도 오디오의 정의를 다음과 같이 공식화했다: "아티스트, 제작자, 엔지니어가 원래 의도한 바를 표현하는 CD 품질(48kHz/20비트 이상)의 음원보다 더 나은 음원으로부터 마스터링한 레코딩으로부터 소리의 모든 영역(full spectrum)을 재생할 수 있는 무손실 오디오".
여기에는 44,100 Hz 이상의 샘플링 레이트에 16 이상의 비트 깊이를 갖춘 펄스 부호 변조(PCM) 인코딩 오디오, 또는 펄스 밀도 변조(PDM) 등의 다른 인코딩 기법을 사용하여 그와 동등한 음질을 내는 것을 포함한다.
고해상도 오디오를 저장할 수 있는 파일 포맷으로는 FLAC, ALAC, WAV, AIFF, DSD(슈퍼 오디오 CD, 즉 SACD가 사용한 포맷)가 있다.

## 역사
고해상도 오디오를 마케팅한 최초의 시도들 가운데 하나는 1995년의 HDCD(High Definition Compatible Digital)였다.
그 뒤로 CD-DA보다 우위에 있다고 주장되는 3개의 광 디스크 포맷이 잇따라 나왔다: 1999년의 SACD, 2000년의 DVD 오디오. 이들 중 어느 것도 일반에 대중화되지 못했다.
21세기를 기점으로 온라인 음악 판매량이 늘면서 2008년을 시작으로 고선명도 오디오의 다운로드가 HD트랙스를 통해 도입되었다.
이 밖에도 광 디스크 상의 고해상도 오디오를 마케팅하려는 시도가 더 있었는데 2009년의 퓨어 오디오 블루레이, 2013년의 하이 피델리티 퓨어 오디오가 그것이다.  온라인 고해상도 오디오 판매 경쟁은 닐 영의 포노의 발표와 함께 심화되었다.
"Hi-Res 오디오"(Hi-Res AUDIO) 로고가 있는 소비자용 오디오 제품들은 해당 제품이 JEITA(일본 전자 정보 기술 산업 협회, Japan Electronics and Information Technology Industries Association)가 정의한 바대로 고해상도 오디오 제품에 필요한 사양을 충족하는 제품임을 이야기한다.
근래에 소니는 소비자 오디오 제품의 리더십을 재확립하고자 많은 Hi-Res 오디오 제품을 제공함으로써 고해상도 오디오 부문의 개발에 전념하겠다고 재확인했다.

## 같이 보기
- Hi-Fi